# Diocesi di Cariopoli
La diocesi di Cariopoli è una sede soppressa del patriarcato di Costantinopoli e una sede titolare del medesimo patriarcato e della Chiesa cattolica (in latino: Dioecesis Chariopolitana).

## Storia
Cariopoli, identificabile con Hayrabolu nel distretto omonimo in Turchia, è un'antica sede vescovile della provincia romana di Europa nella diocesi civile di Tracia. Faceva parte del patriarcato di Costantinopoli ed era suffraganea dell'arcidiocesi di Eraclea.
La sede è piuttosto tardiva, poiché compare nelle Notitiae Episcopatuum del patriarcato nel corso del IX secolo. A partire dalla Notitia attribuita all'imperatore Leone VI e databile all'inizio del X secolo, la sede è menzionata sempre tra le suffraganee di Eraclea fino al XIV secolo.
Dell'antica diocesi di Cariopoli sono noti cinque vescovi. Teofilatto assistette al secondo concilio di Nicea nel 787. Cosma partecipò al concilio di Costantinopoli dell'879-880 che riabilitò il patriarca Fozio di Costantinopoli. Michele è noto grazie alla scoperta del suo sigillo vescovile databile all'XI secolo. Un anonimo vescovo fu presente al sinodo celebrato dal patriarca Atanasio I contro Giovanni Drimys. Un altro vescovo anonimo prese parte al concilio indetto dal patriarca Callisto I nel 1351 per affrontare le controversie teologiche che videro coinvolti Barlaam di Seminara, Gregorio Acindino e Gregorio Palamas.
La diocesi scomparve dopo la conquista ottomana della regione nel XIV secolo e in seguito il titolo fu assegnato a vescovi titolari. Dal XVIII secolo Cariopoli è annoverata anche tra le sedi vescovili titolari della Chiesa cattolica; la sede è vacante dall'11 settembre 1970.

## Cronotassi

### Vescovi greci
- Teofilatto † (menzionato nel 787)
- Cosma † (menzionato nell'879)
- Michele † (XI secolo)
- Anonimo † (tra XIII e XIV secolo)
- Anonimo † (menzionato nel 1351)

### Vescovi titolari greci
- Gerasimo † (menzionato nel 1725)
- Josafat † (? - ottobre 1798)
- Dionigi † (dicembre 1818 - ?)
- Giacomo † (giugno 1824 - giugno 1827)
- Daniele † (? - 1833)
- Antimo † (27 giugno 1837 - ?)
- Procopio † (? - 3 dicembre 1855)
- Doroteo Prasinos † (3 dicembre 1855 - 11 gennaio 1861)
- Callinico † (1863 - ?)
- Gennadio Scholarios † (30 settembre 1867 - 1894)
- Germano Caravanghelis † (20 febbraio 1896 - 21 ottobre 1901)
- Filoteo Michaelides † (13 febbraio 1903 - 11 marzo 1908)
- Costantino Asimiadis † (16 marzo 1908 - 10 gennaio 1912)
- Gennadio Zesiades † (27 marzo 1926 - 25 luglio 1939 deceduto)

### Vescovi titolari latini
- Silvester Jenks † (20 settembre 1713 - circa dicembre 1714 deceduto)
- Jan Chryzostom Kaczkowski † (25 giugno 1781 - 24 febbraio 1816 deceduto)
- Raffaele Serena † (2 ottobre 1837 - 1848 deceduto)
- Abraham Agabio (Agapios) Bsciai (Bishai) † (27 febbraio 1866 - 20 febbraio 1887 deceduto)
- Francesco Giampaolo † (1º giugno 1888 - 8 dicembre 1898 deceduto)
- Joachim-Pierre Buléon, C.S.Sp. † (6 giugno 1899 - 13 giugno 1900 deceduto)
- Claude-Marie Chanrion, S.M. † (1º settembre 1905 - 17 ottobre 1941 deceduto)
- Timoteo Giorgio Raymundos, O.F.M.Cap. † (4 maggio 1945 - 11 settembre 1970 deceduto)